# Коллер, Арнольд
Арнольд Коллер (нем. Arnold Koller; родился 29 августа 1933 года) — швейцарский юрист, политик, бывший президент.

## Образование
Арнольд Коллер изучал экономику в Университете Санкт-Галлена (окончил в 1957) и право в университете Фрибура. В 1966 году получил диплом адвоката и степень доктора юридических наук. В 1971-72 гг. завершил своё образование в Калифорнийском университете в Беркли.

## Карьера
С 1971 по 1986 год Коллер избирался членом Национального совета Швейцарии и представлял Христианско-демократическую народную партию. Был президентом совета (1984-85).
10 декабря 1986 года Фурглер избран в Федеральный совет (правительство) Швейцарии.
- 26 ноября 1984 — 2 декабря 1985 — президент Национального совета Швейцарии.
- 10 декабря 1986 — 30 апреля 1999 — член Федерального совета Швейцарии.
- 1 января 1987 — 3 февраля 1989 — начальник военного департамента.
- 3 февраля 1989 — 30 апреля 1999 — начальник департамента юстиции и полиции.
- 1989, 1996 — вице-президент Швейцарии.
- 1990, 1997 — президент Швейцарии.